# Simón Darío Ramírez
Simón Darío Ramírez (n. 1930 – f. 1992) fue un poeta venezolano. Su obra poética, que está recogida en dieciséis poemarios publicados en Mérida (Venezuela) entre 1952 y 1987, ha sido calificada por la crítica como ‘existencial’. La soledad y el silencio es la temática que fortalece su temperamento poético. Su primer libro “Surcos de la primera siembra” fue publicado en 1965, contiene poemas escritos desde 1952 hasta 1965.
En virtud de la calidad de su obra, la Asociación de Escritores de Mérida (AEM) —en el año 2004— eligió el nombre de Simón Darío Ramírez para designar el Concurso de Poesía que esta institución convoca anualmente. 

## Biografía
Simón Darío Ramírez nació en San Antonio del Táchira (Venezuela) en 1930. Se residenció en Mérida donde cursó estudios en la Universidad de Los Andes (ULA). Como especialista del Derecho desempeña diversos cargos de la magistratura en varias ciudades de Venezuela. Finalmente regresa a Mérida y trabaja en la jefatura de la Secretaría de la ULA. Falleció en esta ciudad en el año 1992.
Colaboró en diversas revistas y papeles literarios: Ariel (Salón de lectura de San Antonio del Táchira). K y Talud (revistas de Mérida), Ecos de la Frontera y Rumbos (estado Táchira) y en el Suplemento Literario del Diario El Vigilante (Mérida).

## Publicaciones
La mayoría de sus libros fueron editados en Mérida, por el Instituto de Investigaciones Literarias "Gonzalo Picón Febres" de la Universidad de Los Andes, y por la editorial Euroamérica.
- Surcos de la primera siembra, 1965.
- Los muros cenicientos, 1966.
- Ceremonias para un día, 1966.
- Sobre el cielo de Lespugue, 1968.
- El alba que era entonces, 1969.
- Los espacios del juego, 1969.
- Caribay, 1970.
- Espejo en llamas, 1972.
- Fragmentos del manuscrito de un rey sin atributos, 1974.
- Cabeza de piedra y sueño, 1975
- Asunción de la intemperie, 1976.
- Los iris del olvido, 1983.
- Los estigmas de la casa, 1983.
- Carta de baraja, 1984.
- Alucinaciones, 1987